# Batalla de Wareham
La batalla de Wareham fue un conflicto militar entre las fuerzas sajonas de Alfredo el Grande y las del caudillo vikingo Guthrum en el año 876. En el siglo IX el rey Alfredo ya había iniciado un sistema de defensa basado en ciudades fortificadas conocidas como burh. Tras las derrotas de los reinos de Mercia y Northumbria, en 874 Guthrum se atrevió a iniciar una ofensiva contra el reino de Wessex que se había mantenido hasta entonces en una especie de statu quo durante las embestidas vikingas en el este, aunque ya había mantenido enfrentamientos previos no exentos de pagos de rescate (danegeld) a cambio de paz con los daneses. En 876 las fuerzas vikingas estaban divididas en dos frentes, el gran ejército pagano encabezado por Halfdan Ragnarsson en York consolidando su poder en la zona, y Guthrum con la segunda oleada conocida como gran ejército de verano en el sur.
Guthrum llevó a su ejército hasta el puerto de Poole en el sur de Inglaterra y allí se unió con otro ejército vikingo que estaba invadiendo el área que se encuentra entre los ríos Frome y Trent, área gobernada por Alfredo. Según el cronista Asser en su obra Vida de Alfredo de Asser, este primer enfrentamiento tuvo como resultado la victoria vikinga, capturando el "castellum" (un pequeño fuerte de la época romana) y la plaza fortificada de Wareham, desencadenando el conflicto militar que fue resuelto de nuevo con el pago de un danegeld, una paz efímera que fue rota en 877 cuando Guthrum volvió a invadir Wessex y provocó una cadena de conflictos que, en principio, parecía que Alfredo era protagonista de una derrota tras otra.